# Лі Хе Гьон
Лі Хе Гьон (12 січня 1996, Ульсан, Південна Корея) — південнокорейська дзюдоїстка, бронзова призерка Олімпійських ігор 2024 року.

## Біографія
Лі Хе Гьон родом з Ульсана, Південна Корея і почала займатися дзюдо під час навчання в середній школі Яум.
У вересні 2013 року посіла друге місце на молодіжному чемпіонаті світу 2012 року в Маямі, США, а в 2014 році виграла бронзову медаль на літніх юнацьких Олімпійських іграх 2014 року в Нанкіні.
У 2019 році здобула бронзу на чемпіонаті Азії у Фуджейрі, а у 2022 році - срібло на Гран-прі Португалії та бронзу на турнірі Великого шолома в Улан-Баторі. У 2024 році вона виграла срібну медаль у Гонконзі.
У 2024 році вона виграла бронзу на Гран-прі Лінца в Австрії і в тому ж році виграла турнір Великого шолома в Тбілісі, перемігши Лауру Еспадінью з Франції.
Вона брала участь у Літніх Олімпійських іграх 2024 року, де здобула бронзову медаль у змішаних командних змаганнях з дзюдо .

## Виступи на Олімпіадах
| Олімпіада  | Дисципліна      | Місце |
| ---------- | --------------- | ----- |
| Париж 2024 | до 48 кг        | 17    |
| Париж 2024 | змішана команда | 3     |